# USS Enterprise (CVN-65)
USS Enterprise (CVN-65) je letadlová loď Námořnictva Spojených států, která působila ve službě mezi lety 1961 a 2017. Jednalo se o první postavenou letadlovou loď s jaderným pohonem a celkově druhou válečnou loď s tímto pohonem vůbec (o několik měsíců dříve byl dokončen křižník USS Long Beach). Byla osmou americkou válečnou lodí nesoucí jméno Enterprise a nejdelší a nejtěžší válečnou lodí světa; později ji překonaly letadlové lodě třídy Nimitz. Posledním domovským přístavem Enterprise byla základna Naval Station Norfolk ve Virginii.
Z aktivní služby byla odstavena 1. prosince 2012, v té době byla nejstarší americkou letadlovou lodí. Po odstranění veškerého jaderného paliva byla dne 3. února 2017 formálně vyřazena. Ve službě ji nahradila loď USS Gerald R. Ford.

## Konstrukce

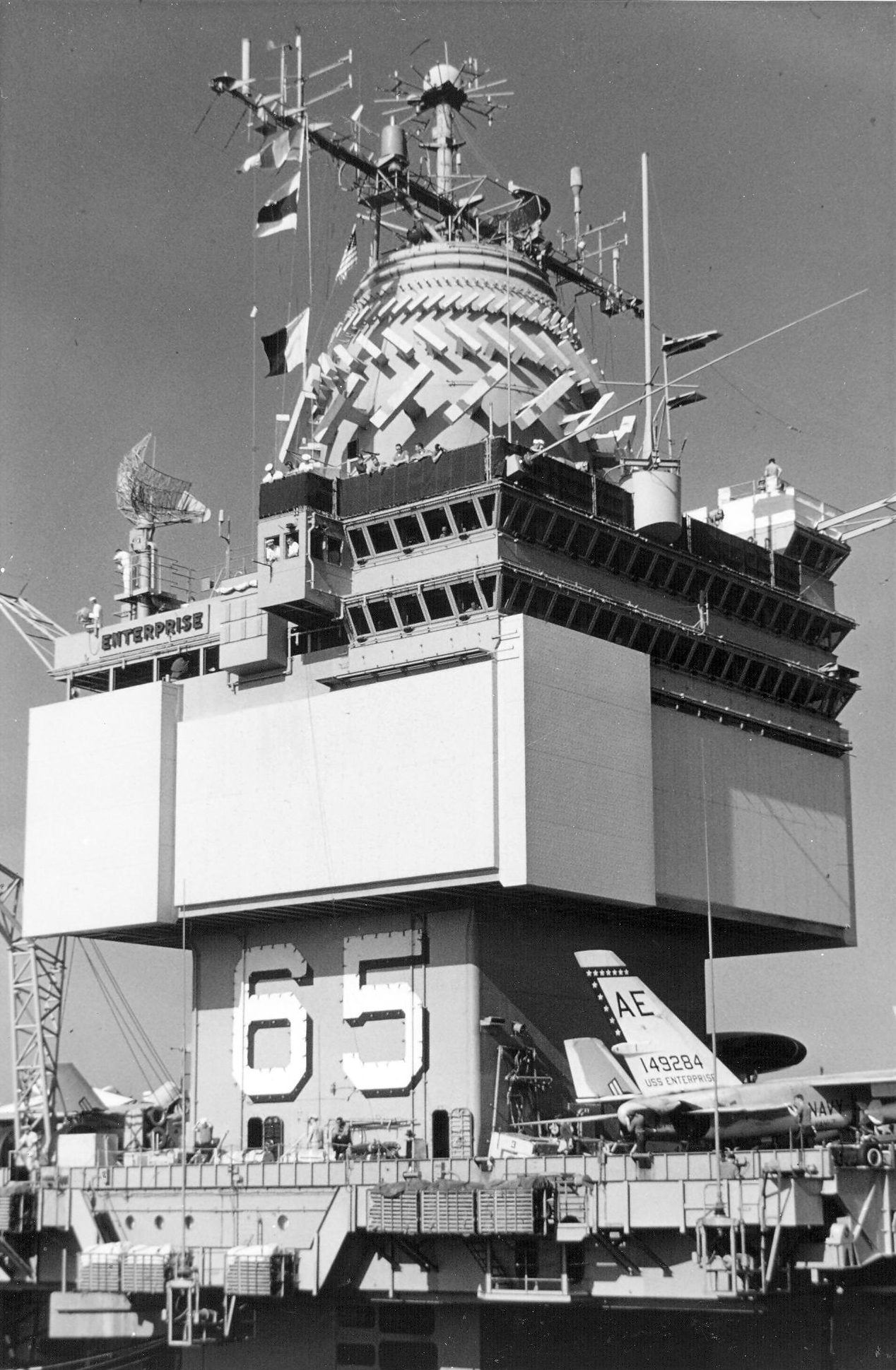
Futuristický původní velitelský ostrov Enterprise

Posádku tvořilo 3350 námořníků a 2480 členů leteckého personálu. Velitelský ostrov měl zprvu značně futuristický tvar, při modernizaci lodi v letech 1979–1982 byl přestavěn po vzoru třídy Kitty Hawk.
Celková délka lodi podle oficiálního registru námořních plavidel amerického námořnictva je 331,6 m, jiné zdroje uvádí i délku 342,3 m.
Úhlovou letovou palubu spojovaly s hangárem čtyři výtahy. Letouny startují pomocí čtyř parních katapultů typu C-13. Pro operace letounů vezla 8500 tun paliva, což je ekvivalent 12 dní plného provozu. Enterprise mohla nést až 90 letounů a vrtulníků, obvykle jich však bylo okolo 60.
Enterprise původně nenesla žádnou obrannou výzbroj. Teprve v roce 1967 byla na ní instalována tři osminásobná odpalovací zařízení střel RIM-7 Sea Sparrow. Počátkem sedmdesátých let loď nesla dva systémy Sea Sparrow, tři systémy blízké obrany Phalanx CIWS a čtyři vypouštěče klamných cílů SRBOC. V poslední konfiguraci byl jeden Phalanx odstraněn a naopak byly přidány dvě 21násobná odpalovací zařízení systému RIM-116 RAM.
Pohon tvořilo osm tlakovodních jaderných reaktorů typu Westinghouse A2W a čtyři turbíny Westinghouse. Lodní šrouby byly rovněž čtyři. Díky jadernému pohonu měla Enterprise neomezený akční rádius. K výměně jaderného paliva došlo čtyřikrát: v letech 1964–1965, 1970, 1979–1980 a 1994.

## Historie

### Stavba

Srovnání velikosti největších lodí a budov světa:
USS Enterprise, 332 m/342 m
Pentagon, 431 m
Queen Mary 2, 345 m
Hindenburg, 245 m
Jamato, 263 m
Empire State Building, 443 m
Knock Nevis tanker, 458 m

Práce na projektu Enterprise začaly v první polovině 50. let. Stavba lodi byla objednána 15. listopadu 1957 u loděnice Newport News Shipbuilding Co. v Newport News ve státě Virginie. Původně byla plánována stavba šesti lodí, příliš vysoké náklady ale vedly k tomu, že zůstala jedinou jednotkou své třídy. Sériově byla stavěna teprve následující třída Nimitz.
Kýl lodi byl založen 4. února 1958, trup byl spuštěn na vodu dne 24. září 1960 a 25. listopadu 1961 Enterprise vstoupila do služby. Prvním velitelem lodi se stal kapitán Vincent P. DePoix.
Postavena byla jako útočná letadlová loď s označením CVAN-65, později byla překlasifikována na víceúčelovou letadlovou loď CVN-65.

### Operační služba

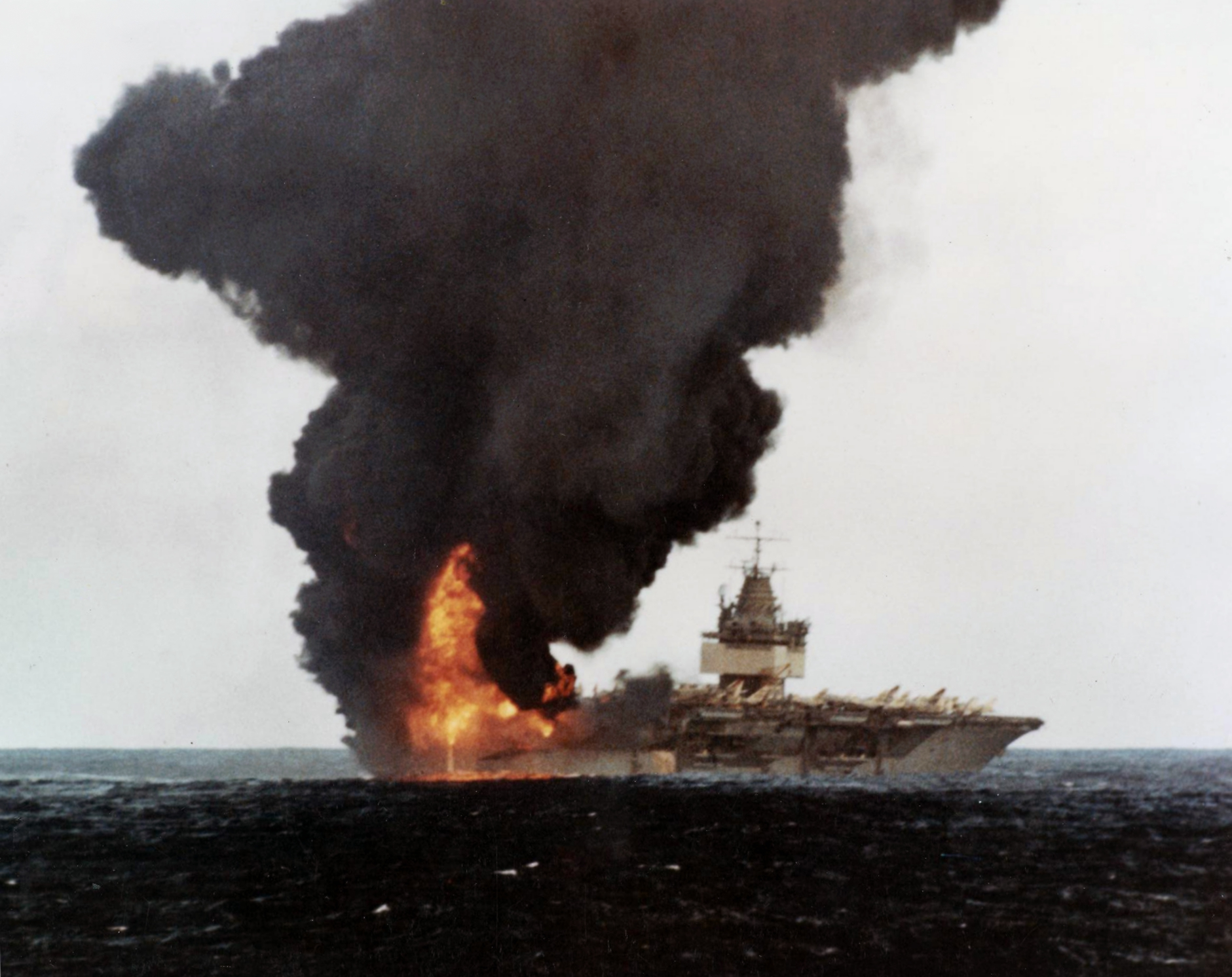
Hořící Enterprise v lednu 1969

K první operační plavbě Enterprise vyplula pod velením Vincenta P. DePoixe dne 12. ledna 1962. Následně se ve Středomoří připojila k americké 6. flotile. V době kubánské krize v říjnu roku 1962 se loď podílela na blokádě Kuby. V roce 1964 vytvořily Enterprise a dva křižníky s jaderným pohonem, USS Long Beach a USS Bainbridge, první námořní eskadru tvořenou čistě plavidly s jaderným pohonem. Svaz pojmenovaný Task Force One následně provedl operaci Sea Orbit – obeplutí planety bez doplnění paliva či zásob.
Enterprise byla poté nasazena ve vietnamské válce. Její letouny například bombardovaly Severní Vietnam a později loď též pomáhala s evakuací lidí ze Saigonu po porážce Vietnamské republiky. Evakuace byla součástí operace Frequent Wind.
Ráno 14. ledna 1969 došlo na palubě lodi k vážné nehodě. Výbuch rakety MK-32 Zuni podvěšené na zaparkovaném letounu F-4 Phantom způsobil požár, který se sice podařilo poměrně rychle lokalizovat, vyžádal si však 27 mrtvých a 314 raněných. Oheň též zničil 15 palubních letounů.
Rovněž v následujících dekádách se Enterprise účastnila řady misí, například při konfliktu v Bosně, ochraně bezletových zón nad jižním Irákem (operaci Southern Watch) či během války v Iráku.

### Deaktivace a vyřazení

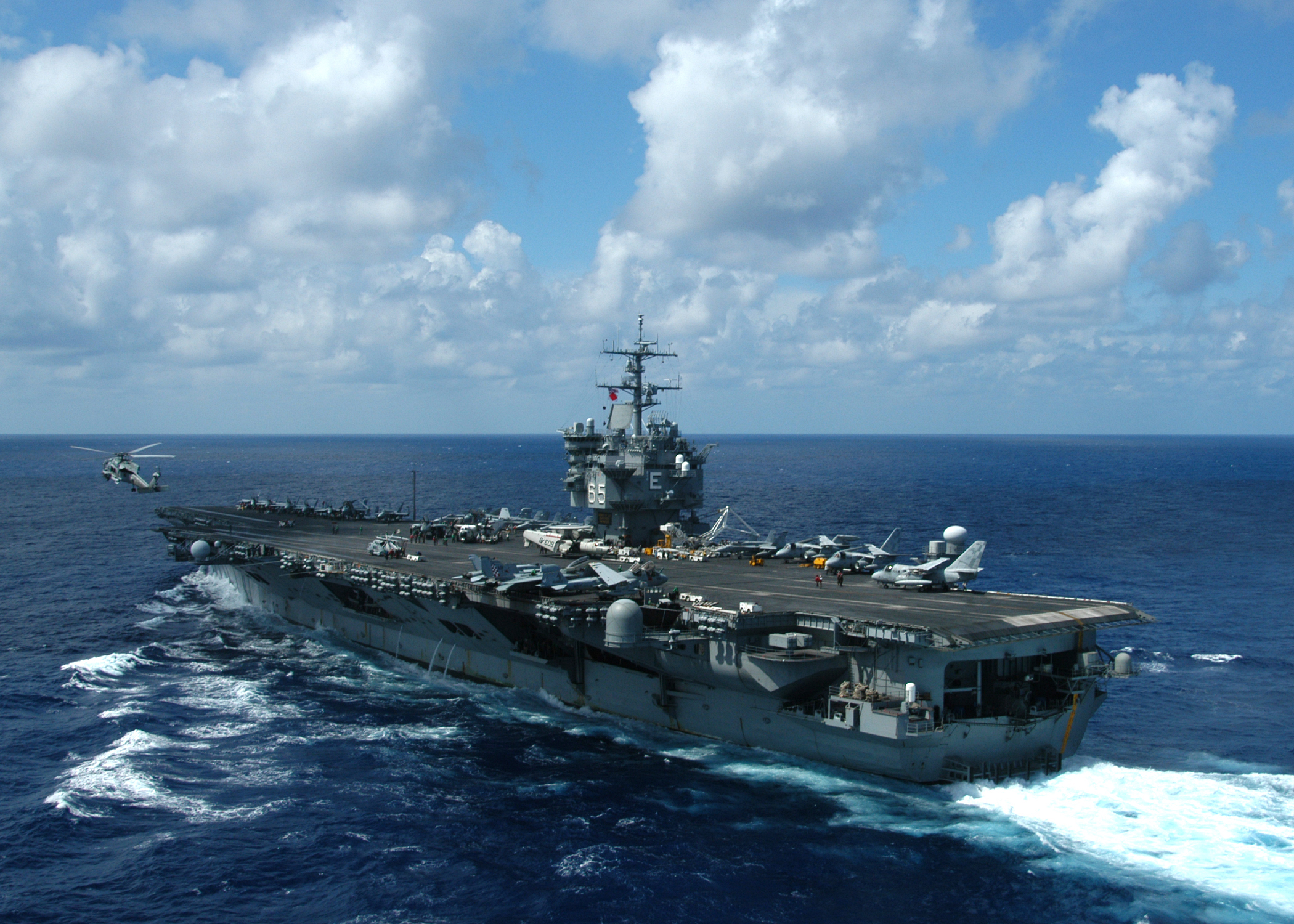
Enterprise v roce 2003

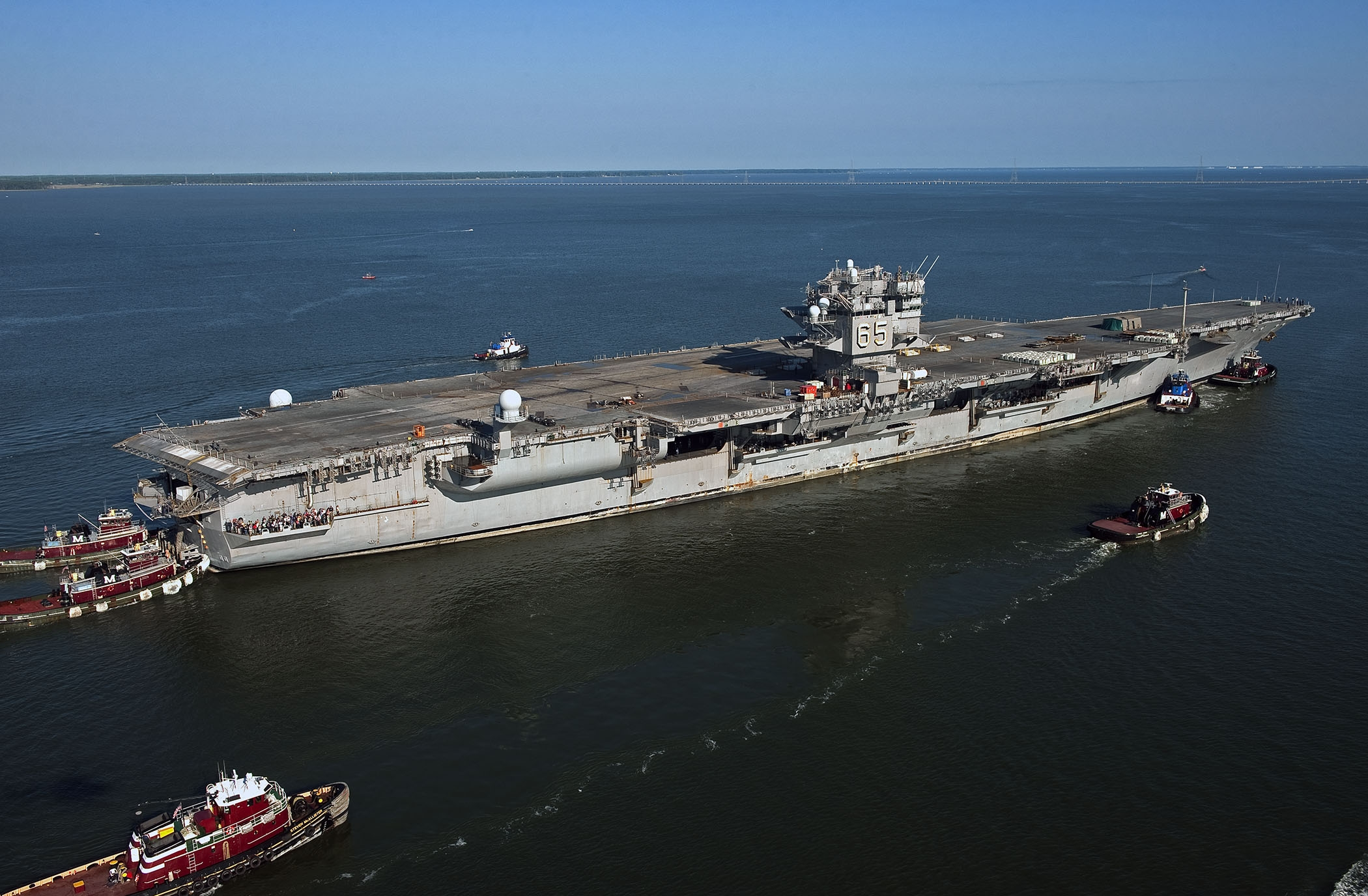
V roce 2013 proběhla „poslední plavba“ Enterprise do Newport News k deaktivaci.

Při stavbě Enterprise byla její životnost plánována na 20 let, měla tedy být vyřazena v roce 1981. Díky průběžným modernizacím však zůstala v aktivní službě 51 let a slavnostně odstavena byla 1. prosince 2012. V této době byla nejdéle sloužící americkou letadlovou lodí. Deaktivace lodi probíhala od roku 2013 v loděnici Newport News Shipbuilding. Po odstranění veškerého jaderného paliva byla Enterprise dne 3. února 2017 oficiálně vyřazena z výzbroje. Nahradila ji loď USS Gerald R. Ford, která se stala první jednotkou zcela nové stejnojmenné třídy letadlových lodí.
V dubnu 2018 byla ohlášeno ukončení deaktivačního procesu Enterprise. Loď zůstala odstavena a čekala na rozhodnutí o likvidaci. Zhruba šestnáct tun oceli z Enterprise (CVN-65) byl na jaře 2018 roztaveno a využito pro stavbu kýlu další letadlové lodě tohoto jména, Enterprise (CVN-80). V trupu nové Enterprise zároveň bude umístěna časová schránka připravená poslední posádkou staré Enterprise. Jednu z kotev Enterprise rovněž dostala letadlová loď USS Abraham Lincoln.
Kvůli jadernému pohonu nemohlo být plavidlo zachováno jako plovoucí muzeum, ani potopeno, ale bylo zvoleno jeho rozebrání. Zakázku na likvidaci Enterprise v hodnotě 536,7 milionu dolarů získala v roce 2025 konsorcium NorthStar Maritime Dismantlement Services (NMDS) z Vernonu ve státě Vermont. Tvoří jej společnosti NorthStar Group Services a Modern American Recycling and Radiological Services. Demontáž proběhne v přístavním městě Mobile ve státě Alabama. Zohledněno muselo být, že plavidlo stále obsahovalo radioaktivní materiál (tlakové nádoby, potrubí, ventily, tepelné výměníky, stínění apod.). Dokončení likvidace je plánováno do listopadu 2029. Je to poprvé, kdy bude americká válečná loď s jaderným pohonem demontována na základě komerčního kontraktu.